# 社会民主联盟 (英国)
社会民主联盟（英語：Social Democratic Federation，缩写为SDF）是由亨利·迈尔斯·海德门創建的一个社会主义政党，該黨于1881年6月7日举行第一次会议。該黨黨員有威廉·莫里斯、詹姆斯·康诺利和爱琳娜·马克思。 亨利·迈尔斯·海德门受共产党宣言的影响建立該政黨，不過該黨沒有得到馬克思和恩格斯的支持。該黨主張实行48小时工作周，废除童工、开展免费义务教育並支持国有化。1884年12月，社会民主联盟第一次分裂。威廉·莫里斯、爱琳娜·马克思等人退黨。1907年，改名为社会民主党。1911年，该党与英国另外一些左翼社会主义政黨合并为不列颠社会党。